# Кузоятов Федір Петрович
Федір Петрович Кузоятов (1 березня 1894, село Новолимарівка, тепер Старобільського району Луганської області — 24 жовтня 1937, місто Київ) — радянський діяч, голова Харківської міської ради, член ВУЦВК.

## Життєпис
Здобув початкову освіту в заводському училищі. Працював конюхом Лимарівського кінного заводу Старобільського повіту на Луганщині.
Під час Першої світової війни служив у російській імператорській армії, воював на Західному фронті. Восени 1917 року повернувся до Новолимарівки.
З січня до квітня 1918 року — голова виконавчого комітету Біловодскої волосної ради селянських і солдатських депутатів Старобільського повіту на Луганщині.
У травні 1918 року заарештований німецькою окупаційною владою Біловодська та через Старобільськ відправлений до в'язниці міста Бреста, де утримувався до листопада 1918 року.
У 1919—1920 роках служив у Червоній армії. Учасник громадянської війни в Росії.
Член РКП(б) з 1919 року.
З січня 1921 року — голова Старобільського повітового продовольчого комітету. 
Потім перебував на відповідальній радянській та партійній роботі.
З 1927 року працював у Харкові. У 1931—1932 роках — заступник голови Харківської міської ради.
У 1932 році — завідувач Харківського обласного фінансового відділу.
18 вересня 1932 — лютий 1933 року — голова Харківської міської ради.
З лютого 1933 до 1934 року — 1-й заступник голови Харківської міської ради.
У 1934—1937 роки — начальник Головшляхтрансу при Раді народних комісарів Української СРР; заступник секретаря Центрального виконавчого комітету (ЦВК) Української РСР.
Влітку 1937 року заарештований органами НКВС. Розстріляний 24 жовтня 1937 року.